# میلز، شهرستان اوگماو، میشیگان
میلز (به انگلیسی: Mills Township) یک منطقهٔ مسکونی در ایالات متحده آمریکا است که در شهرستان اوگماو واقع شده است. میلز ۴٬۲۹۱ نفر جمعیت دارد و ۲۴۷ متر بالاتر از سطح دریا واقع شده است.